# May McAvoy
May McAvoy (New York, 8 settembre 1899 – Los Angeles, 26 aprile 1984) è stata un'attrice statunitense nota all'epoca del cinema muto.
Nel 1927 fu una delle interpreti de Il cantante di jazz a fianco di Al Jolson.

## Biografia
Lasciati gli studi, May McAvoy esordì a neanche diciotto anni in un film diretto da Walter Richard Stahl, un regista che girò nella sua carriera solo due pellicole. Dopo essere apparsa in oltre una trentina di film, l'attrice - nel ruolo di Esther - apparve in Ben-Hur, il kolossal della MGM con Ramón Novarro e Francis X. Bushman, una delle più costose e spettacolari produzioni degli anni venti.
Benché ne Il cantante di jazz non si senta la sua voce, May McAvoy recitò in altri film del primo cinema sonoro, come The Terror dove ebbe come partner Conrad Nagel. Sposata dal 1929 al 1940 a Maurice Cleary, il tesoriere dell'United Artists, lasciò la carriera cinematografica. Ritornò a recitare solo negli anni quaranta e cinquanta, prendendo parte a numerosi film in piccole parti. Il suo ultimo ruolo fu nel remake del 1959 di Ben-Hur, dove appare tra la folla di Gerusalemme.

### Riconoscimenti
Per il suo contributo all'industria cinematografica, May McAvoy ha una stella sulla Hollywood Walk of Fame al 1731 di Vine Street.

### Vita privata
May McAvoy sposò il banchiere Maurice Cleary il 26 giugno 1929. Dal matrimonio, che sarebbe durato fino al 1940, nacque un figlio, Patrick.
L'attrice morì nel 1984 a causa degli effetti di un infarto avuto l'anno precedente. Venne sepolta a Culver City nell'Holy Cross Cemetery.

## Galleria d'immagini
- Her Reputation (1923)

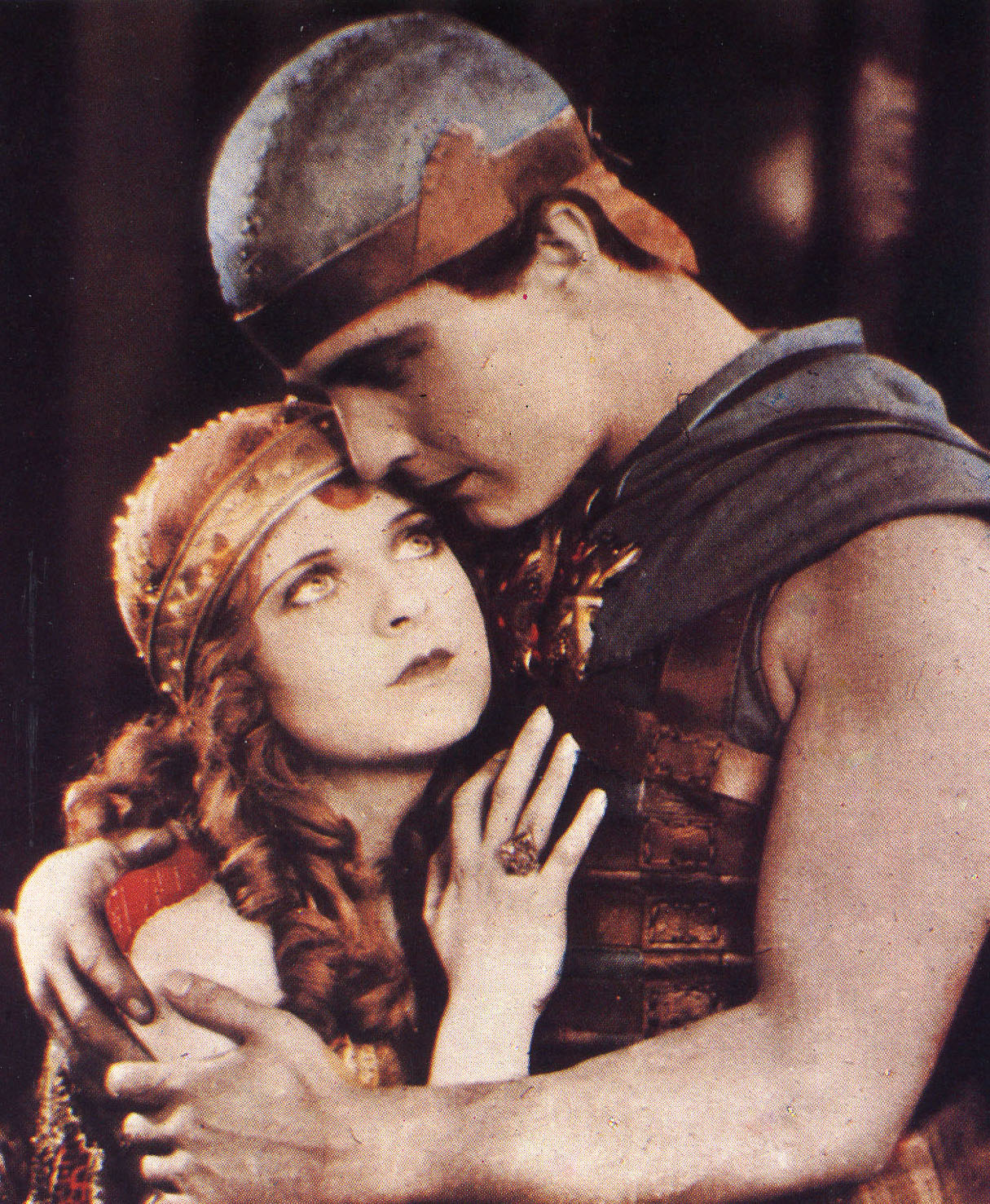
Ben-Hur (1925)
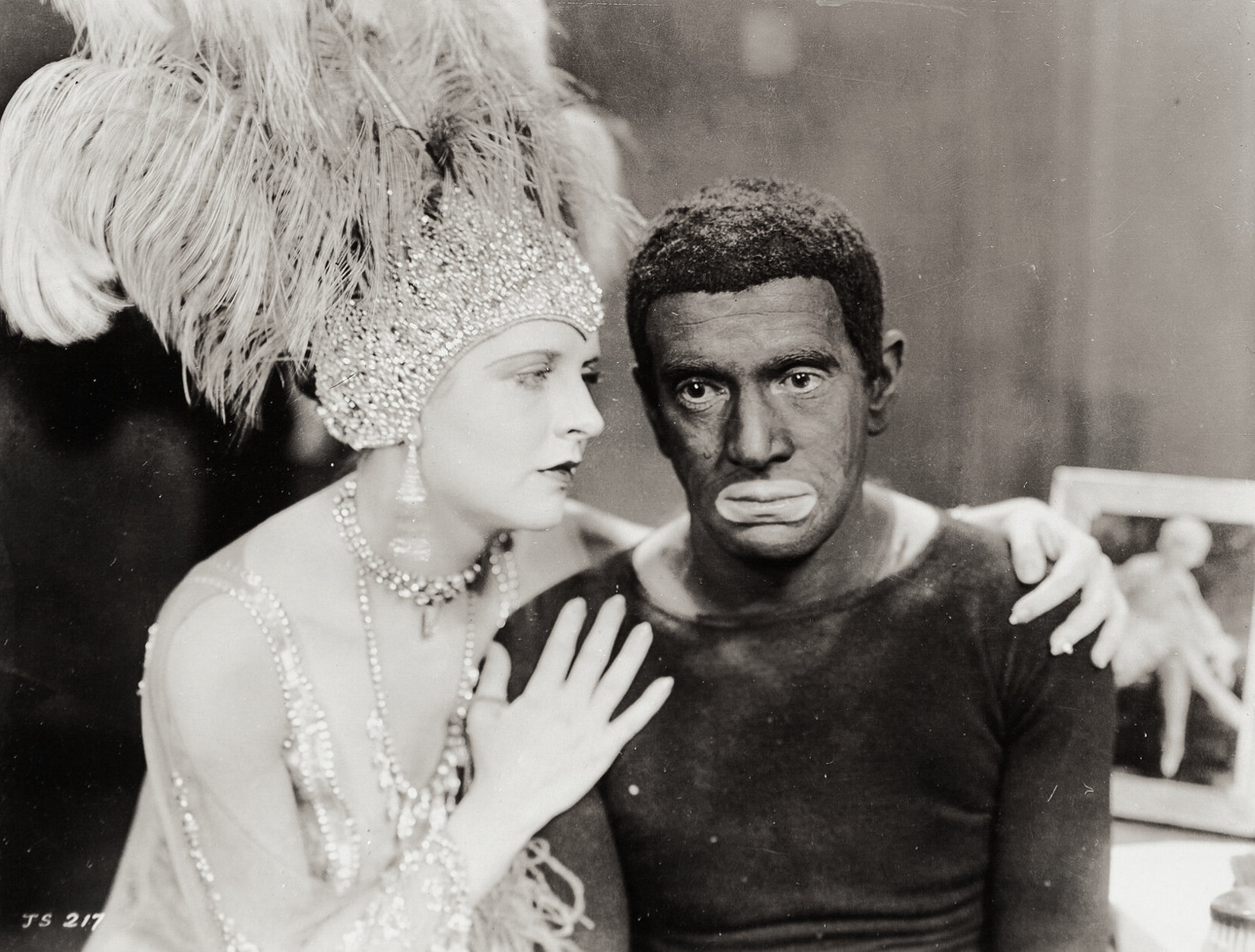
Il cantante di jazz (1927)
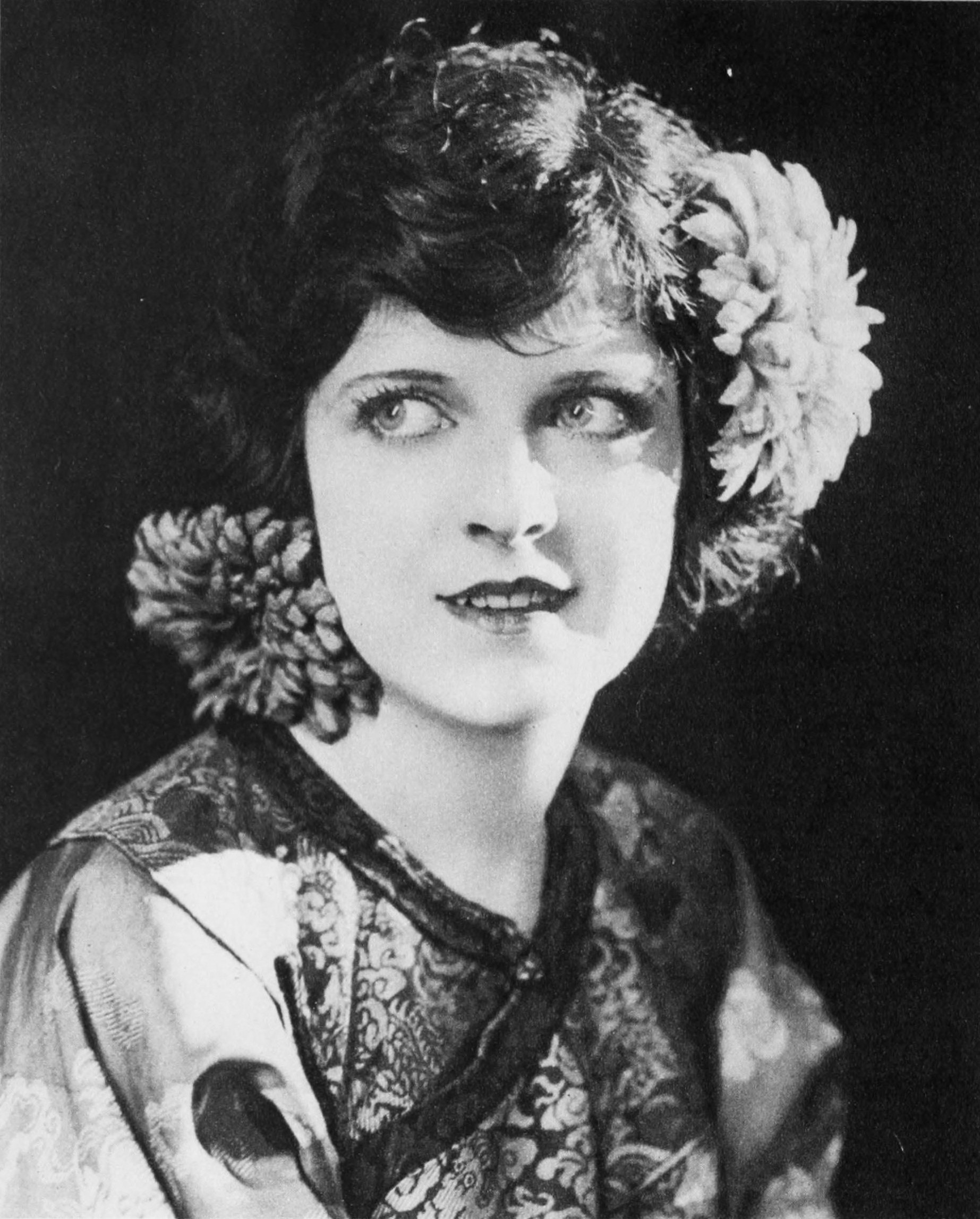

## Filmografia
- Hate, regia di Walter Richard Stahl (1917)
- To Hell with the Kaiser!, regia di George Irving (1918)
- A Perfect Lady, regia di Clarence G. Badger (1918)
- Lo dirò (I'll Say So), regia di Raoul Walsh (1918)
- Mrs. Wiggs of the Cabbage Patch, regia di Hugh Ford (1919)
- The Woman Under Oath, regia di John M. Stahl (1919)
- The Way of a Woman, regia di Robert Z. Leonard (1919)
- Love Wins (1919)
- L'altra moglie di mio marito (My Husband's Other Wife), regia di J. Stuart Blackton (1920)
- Derby, prezzo di una felicità (The Sporting Duchess), regia di George Terwilliger (1920)
- Man and His Woman, regia di J. Stuart Blackton (1920)
- The House of the Tolling Bell, regia di J. Stuart Blackton (1920)
- The Forbidden Valley, regia di J. Stuart Blackton (1920)
- The Devil's Garden, regia di Kenneth S. Webb (1920)
- The Truth About Husbands, regia di Kenneth S. Webb (1920)
- Sentimental Tommy, regia di John S. Robertson (1921)
- A Private Scandal, regia di Chester M. Franklin (1921)
- Everything for Sale
- Morals
- A Virginia Courtship, regia di Frank O'Connor (1921)
- A Homespun Vamp, regia di Frank O'Connor (1922)
- Through a Glass Window, regia di Maurice Campbell (1922)
- The Top of New York, regia di William Desmond Taylor (1922)
- Clarence, regia di William C. deMille (1922)
- Kick In, regia di George Fitzmaurice (1922)
- Spalle al muro, regia di William C. deMille (1923)
- Only 38, regia di William C. deMille (1923)
- Hollywood, regia di James Cruze (1923)
- Her Reputation, regia di John Griffith Wray (1923)
- West of the Water Tower, regia di Rollin S. Sturgeon (1924)
- The Enchanted Cottage, regia di John S. Robertson (1924)
- The Bedroom Window, regia di William C. deMille (1924)
- Tarnish, regia di George Fitzmaurice (1924)
- Tre donne (Three Women), regia di Ernst Lubitsch (1924)
- Il ventaglio di Lady Windermere (Lady Windermere's Fan), regia di Ernst Lubitsch (1925)
- Ben-Hur (Ben-Hur: A Tale of the Christ), regia di Fred Niblo (1925)
- La brigata del fuoco (The Fire Brigade), regia di William Nigh (1926)
- Il cantante di jazz (The Jazz Singer), regia di Alan Crosland (1927)
- The Lion and the Mouse, regia di Lloyd Bacon (1928)
- Phantom Raiders, regia di Jacques Tourneur (1940)